# Game On (serie televisiva 2013)
Game On è una serie televisiva statunitense del 2013 prodotta da Bic Production e diretta da Jame Velez Soto. In Italia ha esordito su Disney Channel il 6 aprile 2013.

## Trama
Zac Bushnell ha solo 16 anni, ma ha già inventato un'applicazione nel suo garage che ha avuto milioni di download.
Il successo della sua idea lo fa notare da Doug, un quarantenne vecchio guru che condivide lo spirito visionario di Steve Jobs e la passione per i maglioni a collo alto. Ha creato il suo impero, Sunomy Corp., sulla base del genio e dell'ispirazione da quando anche lui aveva 16 anni - nell'epoca dei veri nerds. Doug vuole rivivere la sua giovinezza attraverso Zac, e incarica il ragazzo di far rinascere la Sunomy attraverso il suo genio. Zac episodio dopo episodio dovrà fare i conti con la sua nuova vita e con l'amore per Lara, la figlia del capo. Quello di Zac diventa un vero e proprio gioco a livelli, riuscirà a superarli tutti?

## Episodi
| Stagione       | Episodi | Prima TV originale | Prima TV Italia |
| -------------- | ------- | ------------------ | --------------- |
| Stagione unica | 26      | 2013               | 2013            |